# Élections générales britanniques de 2017 en Irlande du Nord
Des élections générales britanniques ont eu lieu le 8 juin 2017 pour élire la 57e législature du Parlement du Royaume-Uni.

## Résultats
| Partis | Partis                                 | Voix    | Voix  | Voix       | Total des sièges | Total des sièges |
| Partis | Partis                                 | Votes   | %     | +/−        | Sièges           | +/−              |
| ------ | -------------------------------------- | ------- | ----- | ---------- | ---------------- | ---------------- |
|        | Parti unioniste démocrate              | 292 316 | 36,0  | 10,3       | 10 / 18          | 2                |
|        | Sinn Féin                              | 238 915 | 29,4  | 4,9        | 7 / 18           | 3                |
|        | Parti social-démocrate et travailliste | 95 419  | 11,7  | 2,2        | 0 / 18           | 3                |
|        | Parti unioniste d'Ulster               | 83 280  | 10,3  | 5,8        | 0 / 18           | 2                |
|        | Parti de l'Alliance d'Irlande du Nord  | 64 553  | 7,9   | 0,6        | 0 / 18           | stagnation       |
|        | Parti vert                             | 7 452   | 0,9   | stagnation | 0 / 18           | stagnation       |
|        | Voix unioniste traditionnelle          | 3 282   | 0,4   | 1,9        | 0 / 18           | stagnation       |
|        | Autres                                 | 26 966  | 3,3   | 1,8        | 1 / 18           | stagnation       |
| Total  | Total                                  |         | 100,0 | stagnation | 18 / 18          | stagnation       |

### Députés élus
| Circonscription            | Député sortant     | Parti | Parti | Député élu           | Parti | Parti |
| -------------------------- | ------------------ | ----- | ----- | -------------------- | ----- | ----- |
| Belfast East               | Gavin Robinson     |       | DUP   | Gavin Robinson       |       | DUP   |
| Belfast North              | Nigel Dodds        |       | DUP   | Nigel Dodds          |       | DUP   |
| Belfast South              | Alasdair McDonnell |       | SDLP  | Emma Little Pengelly |       | DUP   |
| Belfast West               | Paul Maskey        |       | SF    | Paul Maskey          |       | SF    |
| East Antrim                | Sammy Wilson       |       | DUP   | Sammy Wilson         |       | DUP   |
| East Londonderry           | Gregory Campbell   |       | DUP   | Gregory Campbell     |       | DUP   |
| Fermanagh and South Tyrone | Tom Elliott        |       | UUP   | Michelle Gildernew   |       | SF    |
| Foyle                      | Mark Durkan        |       | SDLP  | Elisha McCallion     |       | SF    |
| Lagan Valley               | Jeffrey Donaldson  |       | DUP   | Jeffrey Donaldson    |       | DUP   |
| Mid Ulster                 | Francie Molloy     |       | SF    | Francie Molloy       |       | SF    |
| Newry and Armagh           | Mickey Brady       |       | SF    | Mickey Brady         |       | SF    |
| North Antrim               | Ian Paisley        |       | DUP   | Ian Paisley          |       | DUP   |
| North Down                 | Sylvia Hermon      |       | SE    | Sylvia Hermon        |       | SE    |
| South Antrim               | Danny Kinahan      |       | UUP   | Paul Girvan          |       | DUP   |
| South Down                 | Margaret Ritchie   |       | SDLP  | Chris Hazzard        |       | SF    |
| Strangford                 | Jim Shannon        |       | DUP   | Jim Shannon          |       | DUP   |
| Upper Bann                 | David Simpson      |       | DUP   | David Simpson        |       | DUP   |
| West Tyrone                | Pat Doherty        |       | SF    | Barry McElduff       |       | SF    |